# Разведывательное бюро
Разведывательное бюро (хинди खुफिया ब्यूरो, Khufīya Bureau, англ. Intelligence Bureau (IB)) — старейшая разведывательная служба Индии, в настоящее время — основное федеральное ведомство, отвечающее за внутреннюю безопасность страны. Официально находится в структуре Министерства внутренних дел Индии, но на практике директор Бюро является членом Объединенного разведывательного комитета (англ. Joint Intelligence Committee) и обладает полномочиями напрямую обращаться к премьер-министру в случае необходимости.